# Cuitláhuac
Cuitláhuac (?, 1476. – Tenochtitlan, listopad 1520.), deseti astečki car, vladar Tenochtitlana (1520.).
Vijeće plemića izabrala ga je za novog tlatoanija ("govornik"), nakon što je bijesna masa ljudi pogubila Montezumu II., optužujući ga za pasivan stav prema španjolskim konkvistadorima, koji su preuzeli kontrolu i vlast nad Astečkim Carstvom i zadržali vladara kao marionetsku figuru.

## Životopis
Bio je sin šestog cara Axayacatla († 1481.) i brat devetog cara Montezume II. Za bratove vladavine bio je imenovan gospodarom grada Ixtalpalapana. Nakon vijesti o dolasku španjolskih osvajača, Cuitlahuac je među prvima zagovarao borbu protiv njih. Kada je u studenom 1519. godine Hernan Cortes došao u meksičku dolinu i pristupio glavnom gradu Tenochtitlanu, Montezuma II. ga je ugostio kao inkarnaciju boga Quetzalcóatla, dok je Cuitlahuac izrazio sumnju u dobre namjere konkvistadora. Cuitlahuacove sumnje ubrzo su se pokazale točnima, jer je Cortes dao zarobiti cara i sve viđenije plemiće, uključujući i Cuitlahuaca.
Tijekom Cortesove odsutnosti iz Tenochtitlana, njegovi časnici pod vodstvom kapetana Pedra de Alvarada su izvršili masakr stanovništva za vrijeme ritalnog festivala, što je izazvalo pobunu stanovništva. Cortesovim povratkom, tenzije su zakratko smirene, a Cuitlahuac je pušten iz zarobljeništva, kako bi se Asteci primirili, ali on je odmah po oslobođenju poveo pobunu protiv Španjolaca.
Nakon Montezumine smrti, izabran je za novoga cara, nakon čega je sakupio vojsku i napao Španjolce. Dana 30. lipnja 1520. godine ostvario je veliku pobjedu u direktnom srazu s konkvistadorima i izbacio ih iz Tenochtitlana. Taj događaj je u španjolskom sjećanju ostao poznat kao "Tužna noć" (La Noche Triste).
Pokušao je učvrstiti savezništvo sa savezničkim gradovima i obnoviti snage, ali nije uspio pridobiti građane Tlaxcalteca, koji su stupili u savez s Cortesom i njegovom vojskom.
Bio je vladar svega 80 dana, a umro je od zaraze malim boginjama, bolesti koja je došla sa Španjolcima iz Europe, a na koji Indijanci nisu imali razvijen imunitet.